# Parafia św. Jadwigi w Siekierkach Wielkich
Parafia św. Jadwigi w Siekierkach Wielkich – parafia rzymskokatolicka, znajdująca się w archidiecezji poznańskiej, w dekanacie kostrzyńskim.